# پوولیانو
پوولیانو (به ایتالیایی: Povegliano) یک کومونه در ایتالیا است که در استان ترویزو واقع شده‌است. پوولیانو ۱۲٫۹ کیلومتر مربع مساحت و ۵٬۰۳۶ نفر جمعیت دارد.